# Caroline Merola
 (octobre 2018).
Si vous disposez d'ouvrages ou d'articles de référence ou si vous connaissez des sites web de qualité traitant du thème abordé ici, merci de compléter l'article en donnant les références utiles à sa vérifiabilité et en les liant à la section « Notes et références ».
Caroline Merola est une illustratrice et auteur de bandes dessinées québécoise née à Montréal.

## Biographie
Caroline Merola obtient un diplôme d'études collégiales en arts plastiques au Collège Jean-de-Brébeuf et un baccalauréat en Beaux-Arts à l'Université Concordia.
À partir de 1983, elle est illustratrice pour l’édition jeunesse, l’édition scolaire et la presse magazine, en plus de réaliser des affiches, dont celle d’Amnistie internationale en 1987. Parallèlement à ces activités, elle publie plusieurs bandes dessinées, avant de se consacrer exclusivement à la littérature jeunesse.
De 1986 è 1988, elle est animatrice et chroniqueuse à l’émission de télévision Plexi-Mag diffusée à Télé-Métropole.
Le fonds d’archives de Caroline Merola (P992) est conservé au centre BAnQ Vieux-Montréal de Bibliothèque et Archives nationales du Québec.
Elle est codirectrice de collection chez Bayard Canada.

## Œuvre

### Albums et romans jeunesse
Merola est l’auteur et l’illustratrice de nombreux albums.
Son album L’île aux monstres (La Courte Échelle), qui se passe sur l’île imaginaire Odipo – un mot réversible –, est construit sur le principe des bandes dessinées tête-bêche The Upside-Downs of Little Lady Lovekins and Old Man Muffaroo (1903-1905), du pré-oubapien Gustave Verbeek.
Elle a également créé une série de romans jeunesse (Margot), et elle a exécuté l’illustration de plusieurs romans jeunesse au Québec et aux États-Unis, dont Le roi des loups (Boréal, 1998), N’aie pas peur, Nic ! (Les 400 coups, 2001) et La vache qui lit (Soulières, 2004).

### Bandes dessinées
Elle publie un premier titre, Cent Dangers, pour lequel elle se chargea de l’édition, de l’impression et de la promotion auprès des médias. Par la suite, elle collaboré aux magazines Cocktail, Croc et Titanic. Elle a également publié des histoires dans Safarir, Filles d'aujourd'hui et Elle Québec.
L'historienne Mira Falardeau a écrit qu'elle incarnait « une nouvelle tendance de la BD réaliste, légèrement romantique, axée vers l'analyse psychologique des protagonistes », tandis que le spécialiste Richard Langlois a affirmé qu'elle était « une disciple exemplaire du maître du suspense Alfred Hitchcock ».
En 1990, elle anime l'Atelier de bande dessinée du Cégep du Vieux Montréal, qui sera ensuite repris par Grégoire Bouchard et Jimmy Beaulieu.
Elle a été invitée au festival international de la bande dessinée d'Angoulême, au Festival de la bande dessinée francophone de Québec ainsi qu’au Rendez-vous international de la BD de Gatineau. Elle semble avoir abandonné la bande dessinée après L’amateur, publié en 2003.

## Publications

### Albums et romans jeunesse
Caroline Merola est l’auteur d’une trentaine d’œuvres pour la jeunesse. Elle a publié chez différents éditeurs québécois, canadiens et américains : Les 400 coups, Soulières, Dominique et compagnie, La Courte Échelle, Boréal, Bayard Canada, Imagine, La Bagnole, Groundwood books, Golden Books, Rigby et Tundra Books.

### Bandes dessinées
- Cent dangers, Éditions Michel, 1986.
- Ma Meteor bleue, Kami-case, 1990. (album à l’italienne)
- La maison truquée, Kami-case, 1994. (réédition 2000)
- Frissons d’humour, suivi de Ma Meteor bleue, Kami-case, 1996.
- Le rêve du collectionneur, Kami-case, 1998.
- L'amateur, Kami-case, 2003.

#### Collectifs
- Écrans d'arrêt, avec Gilles Archambault, ACIBD, 1991.
- Histoires gratinées, avec Anne Lecors, Regroupement des maisons de jeunes du Québec, 1993.

## Prix et nominations

### Littérature jeunesse
- 2024 : Lauréate du Prix des libraires du Québec, catégorie 6-11 ans Québec, pour Mina et sa bête (La courte échelle)[6]
- 2020 : Finaliste du Prix Peuplier pour La périlleuse aventure de la petite bestiole (La courte échelle)[7],[8]
- 2017 : Finaliste et mention spéciale Prix Peuplier livre d'honneur pour Comme ci, comme ça (Bayard)[9]
- 2016 : Lauréate du Prix Peuplier pour Ça commence ici! (Bayard)[10]
- 2015 : Finaliste du Prix Peuplier pour Le cadeau des frères Bravo (Éditions de la Bagnole)[11]
- 2013 : Finaliste du Prix Peuplier pour Prince Olivier et le dragon (Éditions Imagine)[12]
- 2012 : Sélection des 10 meilleurs livres de l'année du Canadian Toy Testing Council pour A Night on the Town (Tundra Books)[13]
- 2011 : Lauréate du Prix du Gouverneur Général, catégorie littérature jeunesse de langue française - illustration pour Lili et les poilus (Dominique et compagnie)[14]
- 2011 : Finaliste au Prix TD pour Oh ! La vache ! (Soulières)[15]
- 2008 : Finaliste au Prix du Gouverneur Général, catégorie littérature jeunesse de langue française - illustration pour Quand le chat est parti (La Courte Échelle)[14]
- 2007 : Finaliste au Prix du Gouverneur Général, catégorie littérature jeunesse de langue française - illustration pour Une nuit en ville (Les 400 coups)[14]
- 2002 : Finaliste au Prix du livre M. Christie pour N’aie pas peur, Nic ! (Les 400 coups)[16]

### Bande dessinée
- 1999 : Prix Coup de cœur des Bédéis causa pour Le rêve du collectionneur (Kami-case)[17]
- 1990 : Prix Onésime du Meilleur album de bandes dessinées du Québec pour Ma Meteor bleue (Kami-case)[17],[18]